# 聶世俊
聶世俊為中國清朝武官官員，本籍福建。聶世俊於1800年（嘉慶五年）奉旨接替何定江，於台灣地區擔任澎湖水師協副將。而隸屬台灣鎮之下的此官職職等為正二品，是台灣清治時期的這階段，扼守台灣海峽的重要武將，並統帥兩標水營，數千名水師兵勇。
| 前任： 何定江 | 澎湖水師協副將 1800年上任 | 繼任： 吳奇貴 |